# Koky (rapper)
Martin Koky, známý pod přezdívkou Koky (* 5. dubna 1988, Ostrov) je český rapper a jeden ze členů nahrávací společnosti Milion+ Entertainment, v níž současně také působí. Byl učitelem na ZŠ Marie Curie-Sklodowské v Jáchymově.

## Život
Kokyho tvorbu lze mapovat už od roku 2009, kdy nahrál s Yzomandiasem, tehdy zvaný Logic, skladbu "Nejsi G". Do nakladatelství Milion Plus se dostal po několika dalších spolupracích a objevil se už na mixtapu "Milion+ Paradise". V roce 2016 vydal pod nakladatelstvím Milion+ EP "Mám To" a v roce 2019 vydal EP "Da Kyko". V roce 2018 ještě vydal singly "9. patro" a "Neukazuj lásku".
Po společném albu Krtek Money Life, kde měl Koky několik spoluprací, se dostal do lehce popředí. Mezi nejvýznamnější spolupráce lze zařadit mj. skladbu "365247" s Nik Tendem, nebo skladbu "Česká Floriida" s Robinem Zootem. Na podzim ještě vydal skladbu "Cruisin 2000", ke které natočil videoklip ve spolupráci s Most Wanted.
Na jaře roku 2021 vydal své debutové album "Stát Ve Stínu, Dotýkat Se Hvězd", které se v hitparádách umístilo na předních příčkách. Na tomto albu hostovali interpreti jako Yzomandias, Separ nebo Nik Tendo.
V červnu 2022 vydal singl "SOS", kde hostovali Viktor Sheen a Robin Zoot. V srpnu vydal stejnojmenné album, kde se objevili interpreti jako Hasan, Shimmi nebo Hard Rico.
V říjnu roku 2022 vyšel singl "Aleluja" na kanále The Mag. Tuto píseň nazpívali společně s Kokym ještě Pil C, Dollar Prync a Luca Brassi10x.
V lednu 2023 vydal mixtape "MIXTAPE RADIO VOL.1 "VE TVYM BLOKU"", který zmixoval Snaildog. 
Do konce roku 2023 vyšlo několik singlů, kde se objevil i Koky. V červnu vydal Paulie Garand "AMONIT RMX", kde se s nimi objevil ještě Separ. V červenci vyšel singl "SAVE", kde hostoval Hard Rico. V listopadu vyšly dva singly, první z nich "TICHO" od Karla, kde hostovali Koky a Hasan a druhý z nich "MOOD", který nazpíval Koky sám.
V únoru 2023 vyšla píseň "Kruh" od Dameho, kde hostoval právě Koky. V březnu Koky vydal singl "V Kuchyni", který s ním nazpíval PTK. V květnu vydal zatím poslední album "OFFICE", kde se objevily právě singly "SAVE", "MOOD" a "V Kuchyni". Na albu se objevili ještě interpreti Hasan a Anton Jesus.
Koky, navzdory svým kolegům z vydavatelství a celkovému trendu na scéně, příliš nevyužívá trap prvky ve svých skladbách a drží se stylu boombapu. Časopis Refresher Kokyho popsal jako interpreta, kterému boombap není cizí.

## Diskografie

### Alba
| Název                               | Detaily                                                                                    | Pozice v žebříčcích |
| ----------------------------------- | ------------------------------------------------------------------------------------------ | ------------------- |
| Stát Ve Stínu, Dotýkat Se Hvězd     | Vydáno: 26.3.2021 Vydavatel: Milion+ Ent. / Universal Music Formát: CD, digitální download | CZ: 1 SK: 3         |
| SOS                                 | Vydáno: 19.8.2022 Vydavatel: Milion+ Ent. / Universal Music Formát: CD, digitální download |                     |
| MIXTAPE RADIO VOL.1 "VE TVYM BLOKU" | Vydáno: 19.1.2023                                                                          |                     |
| OFFICE                              | Vydáno: 24.5.2024                                                                          |                     |

### EP
- Mám To (2016)
- Da Kyko (2019)
- MANA (2025)

### Singly
- Neukazuj lásku (2018)
- 9. patro (2018)
- Vsaď si (2019)
- Cruisin 2000 (2020)
- SOS (2022)
- SAVE (2023)
- MOOD (2023)
- V KUCHYNI (2024)

### Společná alba/mixtape
- Milion+ Paradise (2016)
- KRTEK MONEY LIFE (2018)